# آنا كريستي (فلم 1923)
آنا كريستي (بالإنجليزية: Anna Christie) هو فيلم أبيض وأسود درامي أمريكي صامت إنتاج عام 1923 مبني على مسرحية أوجين أونيل عام 1921 (النسخة الأولى للفيلم) وبطولة بلانش سويت وويليام راسل من إخراج جون غريفيث راي وإنتاج توماس هاربر إينس لصالح شركة فيرست ناشيونال بيكشرز للانتاج السينمائي، تم تعديل السيناريو بواسطة برادلي كينغ من مسرحية أوجين أونيل التي تحمل نفس العنوان. دفعت شركة توماس هاربر إينس مبلغًا فلكيًا في ذلك الوقت قدره 35000 دولار مقابل حقوق الشاشة للمسرحية.

## ملخص الفيلم
لم تر آنا كريستي ابنة قبطان بارجة الفحم كريس كريستوفرسون، والدها منذ أن كانت طفلة. خلال حياتها في مزرعة، تعرضت للخيانة من قبل رجل وكانت عشيقة رجل آخر، والدها غير مدرك لماضيها، مصمم على حمايتها من تقدم البحارة. تقوم برحلة معه وتقع في حب مات بيرك المخمور. تعترف بخطاياها وينقذها كريس من الانتحار. يغفر لها مات الذي لا يزال يرغب في تزويجها.

## طاقم التمثيل
- بلانش سويت بدور آنا كريستي
- ويليام راسل بدور مات بيرك
- جورج ماريون بدور كريس كريستوفرسون
- يوجيني بيسيرير بدور مارثي
- رالف ييرسلي بدور ابن العم الوحشي
- تشيستر كونكلين بدور تومي
- جورج سيجمان بدور عم آنا
- إيرفينغ بيكون بدور ثانوي
- ماثيو بتز بدور ثانوي
- فرد كوهلر بدور ثانوي
- فيكتور بوتل بدور ثانوي

## روابط خارجية
- آنا كريستي على فهرس معهد الفيلم الأمريكي
- آنا كريستي  في قاعدة بيانات الأفلام على الإنترنت (بالإنجليزية)
- آنا كريستي على موقع أول موفي.
- شريحة فانوس آنا كريستي (أرشفة وايباك)